# Hiệp hội các trường đại học, cao đẳng Việt Nam
Hiệp hội các trường đại học, cao đẳng Việt Nam (tiếng Anh: Association of Vietnam Universities and Colleges - AVU&C)  là tổ chức xã hội nghề nghiệp của các trường đại học, cao đẳng Việt Nam, công dân Việt Nam; thành lập nhằm mục đích tập hợp, đoàn kết hội viên, hỗ trợ hoạt động có hiệu quả, góp phần phát triển sự nghiệp giáo dục và đào tạo, đáp ứng nhu cầu phát triển kinh tế – xã hội và là thành viên của Mặt trận Tổ quốc Việt Nam.

## Lịch sử hình thành
Hiệp hội các trường đại học, cao đẳng Việt Nam được thành lập trên cơ sở tổ chức lại Hiệp hội các trường ngoài công lập. Ngày 5/5/2014, Phó thủ tướng Vũ Đức Đam đồng ý thành lập Hiệp hội các trường ĐH, CĐ Việt Nam. Theo đó, Hiệp hội sẽ hình thành trên cơ sở tổ chức lại Hiệp hội các trường đại học, cao đẳng ngoài công lập. Hoạt động trên phạm vi cả nước và hội nhập quốc tế trong lĩnh vực giáo dục đào tạo. Đây là tổ chức xã hội nghề nghiệp của các cơ sở giáo dục đại học, các tổ chức giáo dục Việt Nam, các cơ sở giáo dục đại học Việt Nam ở nước ngoài, công dân và tổ chức Việt Nam hoạt động trong lĩnh vực đào tạo, để hỗ trợ phát triển, bảo vệ quyền lợi chính đáng hợp pháp của các hội viên. Hiệp hội hoạt động dựa trên nguyên tắc bất vụ lợi, không dựa vào ngân sách Nhà nước, dân chủ, thuyết phục và cùng thỏa thuận.
Ngày 6/11/2014, Bộ Nội vụ chính thức cấp phép cho thành lập Hiệp hội các trường đại học, cao đẳng Việt Nam 
Ngày 20/12/2014 Đại hội đầu tiên diễn ra tại Hà Nội.

## Cơ cấu tổ chức
- Trụ sở: Quận Cầu Giấy, Tp. Hà Nội
- Văn phòng: Hà Nội, Tp. Hồ Chí Minh

### Các ban chuyên môn
- Ban Hỗ trợ chất lượng giáo dục đại học
- Ban Tổ chức và phát triển Hiệp hội
- Ban Nghiên cứu và Phân tích chính sách
- Ban Khoa học – Dịch vụ
- Ban Thông tin – Truyền thông
- Ban Hợp tác quốc tế
- Ban Phong trào sinh viên
- Ban Tài chính

### Các tổ chức trực thuộc
- Hội đồng cố vấn;
- Hội đồng khoa học;
- Tạp chí điện tử Giáo dục Việt Nam
- Trung tâm Kiểm định chất lượng giáo dục
- Viện Khoa học và Đổi mới công nghệ
- Viện Khoa học Quản lý giáo dục
- Viện Nghiên cứu và Ứng dụng Công nghệ Giáo dục ATEC
- Viện Nghiên cứu, ứng dụng tâm lý trị liệu và phát triển nguồn nhân lực
- Viện Truyền thông và Phát triển nhân lực
- Viện Xúc tiến phát triển giáo dục (IPED)
- Viện Công nghệ & Nhân lực Quốc tế  (ITM)
- Viện NC, đào tạo và chuyển giao công nghệ KH sức khỏe Tuệ Tĩnh
- Trung tâm Tài chính vi mô và phát triển
- Trung tâm bồi dưỡng và hỗ trợ chất lượng giáo dục (EQTS)
- Trung tâm đào tạo quốc tế ASEAN
- Trung tâm nghiên cứu giáo dục đại học
- Trung tâm Nghiên cứu, đào tạo và chuyển giao công nghệ
- Trung tâm Phát triển công nghệ giáo dục đào tạo
- Trung tâm tư vấn hướng nghiệp và đào tạo

### Tổ chức bộ máy
- Đại hội toàn thể
- Ban Chấp hành Hiệp hội
- Ban Thường vụ Hiệp hội
- Ban Kiểm tra Hiệp hội
- Thường trực Hiệp hội
- Văn phòng, Các Ban chuyên môn
- Các Tổ chức thuộc Hiệp hội

## Nhiệm vụ, quyền hạn
- Tập hợp, đoàn kết hội viên; tổ chức, phối hợp hoạt động giữa các hội viên.
- Phổ biến, huấn luyện kiến thức cho hội viên.
- Đại diện hội viên tham gia nghiên cứu phản biện, kiến nghị với các cơ quan có thẩm quyền về các chủ trương, chính sách liên quan đến lĩnh vực hoạt động.
- Tổ chức nghiên cứu khoa học, tổng kết thực tiễn, đề xuất các mô hình đại học tự chủ, hiệu quả.
- Tìm kiếm nguồn lực hỗ trợ sinh viên trong học tập và cơ hội việc làm.
- Thúc đẩy quan hệ hợp tác với các tổ chức khác trong nước và ngoài nước để trao đổi kinh nghiệm.
- Giao lưu hợp tác và gia nhập các tổ chức quốc tế, ký kết và thực hiện các thỏa thuận quốc tế.

## Hội viên
- Bao gồm hội viên chính thức, hội viên liên kết và hội viên danh dự.
- Tại thời điểm năm 2015 Hiệp hội đã có 440 hội viên chính thức. Bao gồm:

Hội viên tập thể: 410 trường Đại học, Cao đẳng, Học viện, Viện nghiên cứu và các trung tâm. Báo, Tạp chí.
Hội viên cá nhân: 30 nhà khoa học, nhà quản lý giáo dục có uy tín, có năng lực, giàu tâm huyết với sự nghiệp giáo dục và đào tạo.